# Barrage de Moukoukoulou
Le barrage de Moukoukoulou (s’écrit également Mukukulu) est un barrage hydroélectrique situé sur la Bouenza, en république du Congo.

## Histoire
Sa construction a commencé sous la présidence de Marien Ngouabi, dans le cadre de la coopération sino-congolaise. Il a été inauguré en 1979[réf. nécessaire].

## Caractéristiques
Le barrage compte quatre turbines, pour une puissance totale de 74 MW.